# فيليب كابرون
فيليب كابرون (بالفرنسية: Philippe Capron)‏ هو شخصية أعمال فرنسي، ولد في 25 مايو 1958.